# Rangapara
Rangapara es una localidad de la India en el distrito de Sonitpur, estado de Assam.

## Geografía
Se encuentra a una altitud de 86 m s. n. m. a 186 km de la capital estatal, Dispur, en la zona horaria UTC +5:30.

## Demografía
Según estimación 2010 contaba con una población de 18 502 habitantes. Los hombres constituyen el 54% de la población y las mujeres el 46%. 

## Medios de transporte
Tiene una estación de tren Rangapara, que tiene trenes a Kamakhya, New Jalpaiguri, Dekargaon, Katihar y Rangiya

## Monumentos culturales
Rangapara carece de monumentos culturales, pero una vez allí puede visitarse el parque nacional de Kaziranga que se encuentra a una distancia de 72,5 km.